# Ла-Сальветат-Сен-Жиль
Ла-Сальвета́т-Сен-Жиль (фр. La Salvetat-Saint-Gilles, окс. La Sauvetat de Sent Gili) — коммуна во Франции, находится в регионе Юг — Пиренеи. Департамент — Верхняя Гаронна. Входит в состав кантона Легевен. Округ коммуны — Тулуза.
Код INSEE коммуны — 31526.

## География

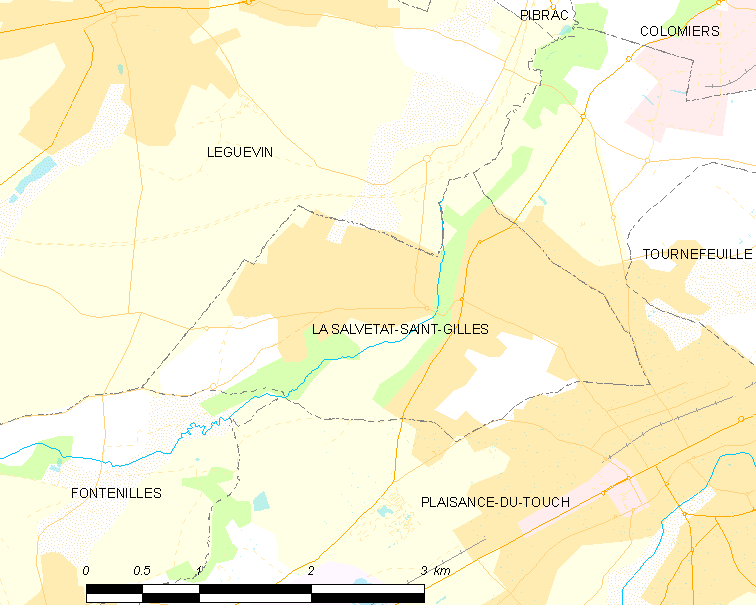
Карта коммуны

Коммуна расположена приблизительно в 600 км к югу от Парижа, в 15 км к западу от Тулузы.
По территории коммуны протекает река Осоннель.

## Климат
Климат умеренно-океанический. Зима мягкая и снежная, весна характеризуется сильными дождями и грозами, лето сухое и жаркое, осень солнечная. Преобладают сильные юго-восточные и северо-западные ветры.

## Население
Население коммуны на 2010 год составляло 6911 человек.
| 1962 | 1968 | 1975 | 1982 | 1990 | 1999 | 2010 |
| ---- | ---- | ---- | ---- | ---- | ---- | ---- |
| 278  | 575  | 1615 | 2368 | 4282 | 5786 | 6911 |

## Администрация
| Период | Период | Фамилия         | Партия                   | Примечания |
| ------ | ------ | --------------- | ------------------------ | ---------- |
| 1989   | 2001   | Франсуа Гарель  |                          |            |
| 2001   | 2014   | Филипп Довель   | Радикальная левая партия |            |
| 2014   | 2020   | Франсуа Ардерью | Разные левые             |            |

## Экономика
В 2010 году среди 4771 человека трудоспособного возраста (15—64 лет) 3693 были экономически активными, 1078 — неактивными (показатель активности — 77,4 %, в 1999 году было 73,8 %). Из 3693 активных жителей работали 3454 человека (1834 мужчины и 1620 женщин), безработных было 239 (105 мужчин и 134 женщины). Среди 1078 неактивных 447 человек были учениками или студентами, 370 — пенсионерами, 261 были неактивными по другим причинам.

## Достопримечательности
- Замок Ла-Сальветат (XI век). Построен графом Раймундом IV. Исторический памятник с 2007 года[4]

## Фотогалерея

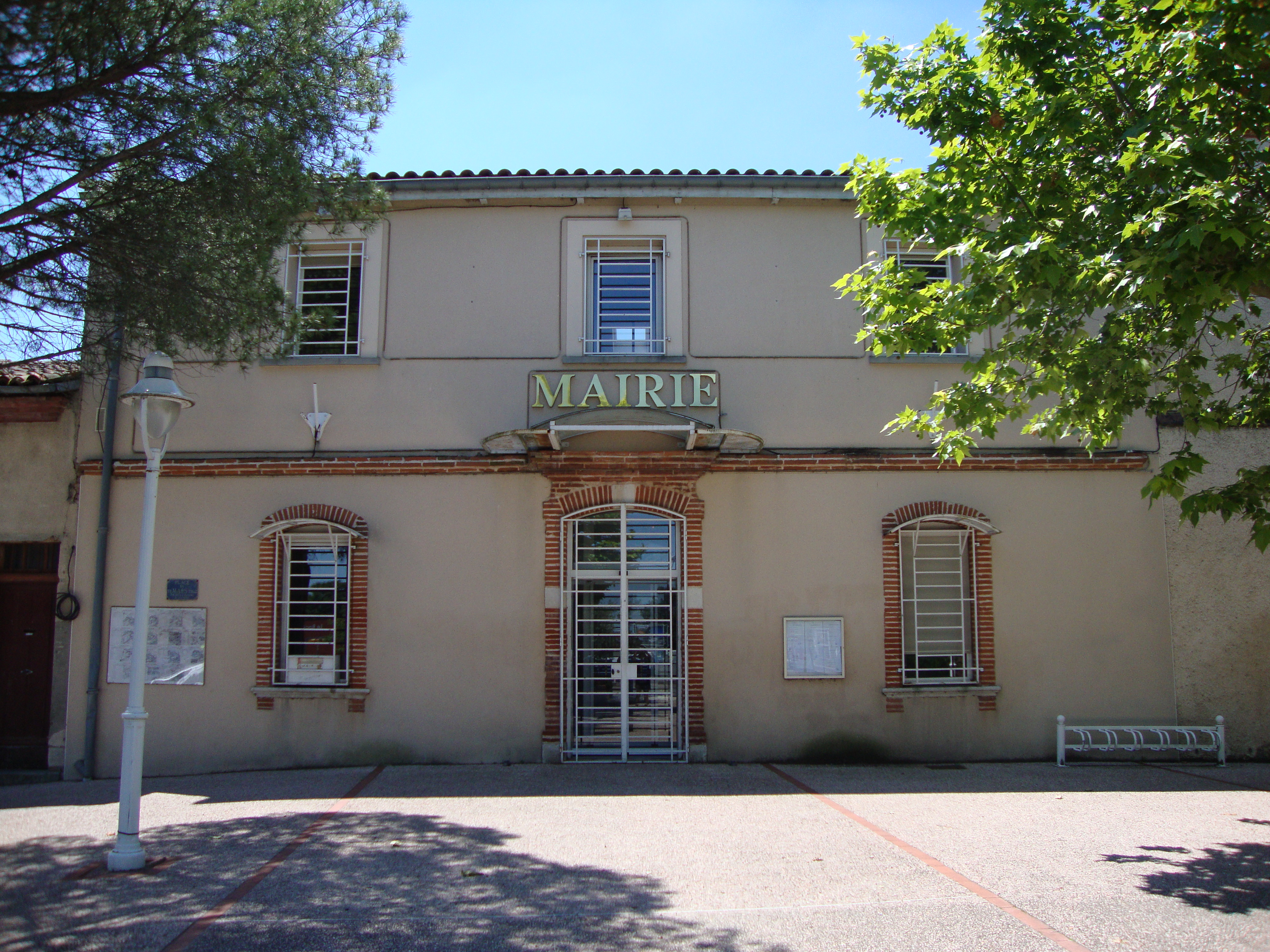
Мэрия
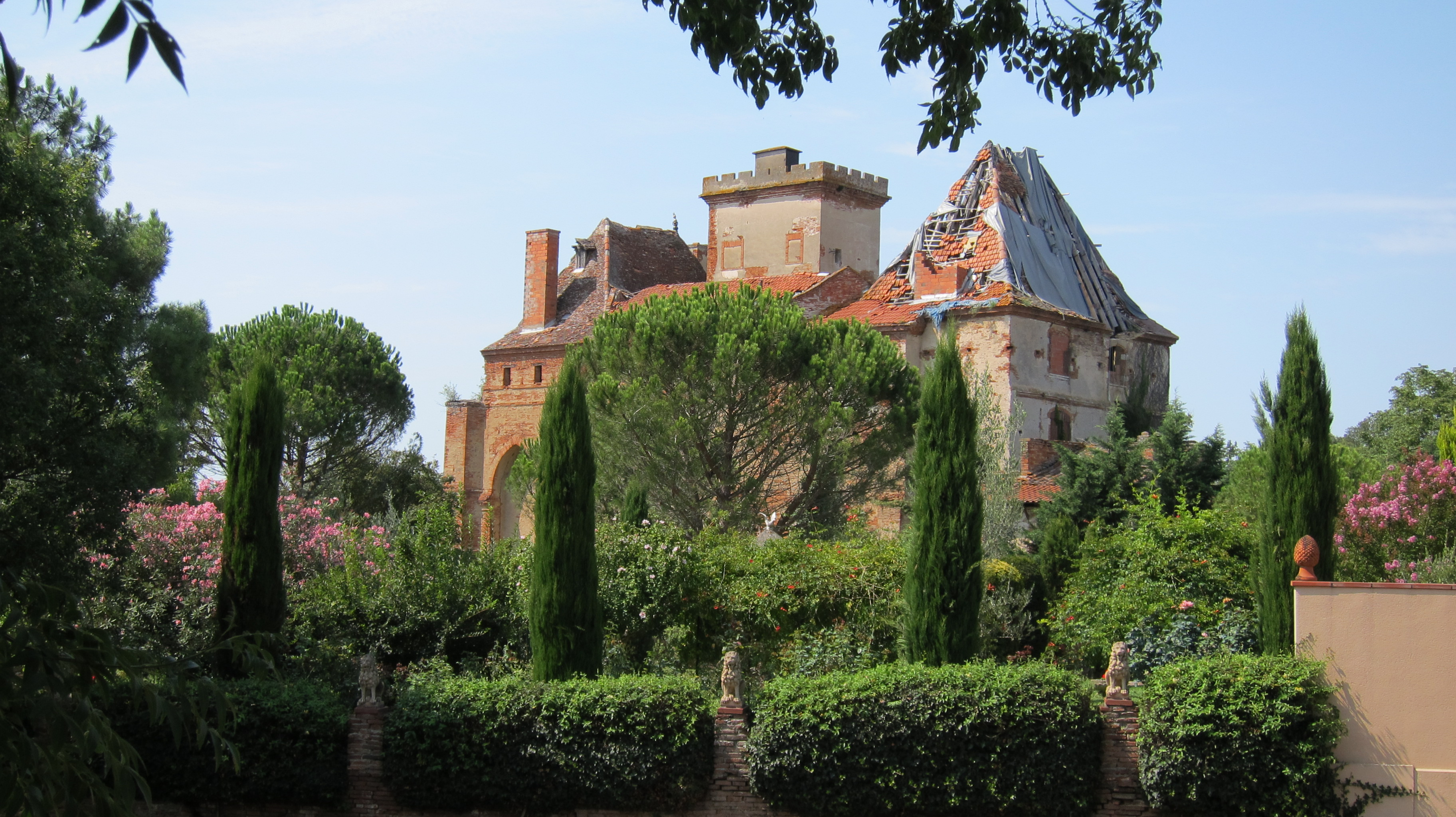
Замок Ла-Сальветат
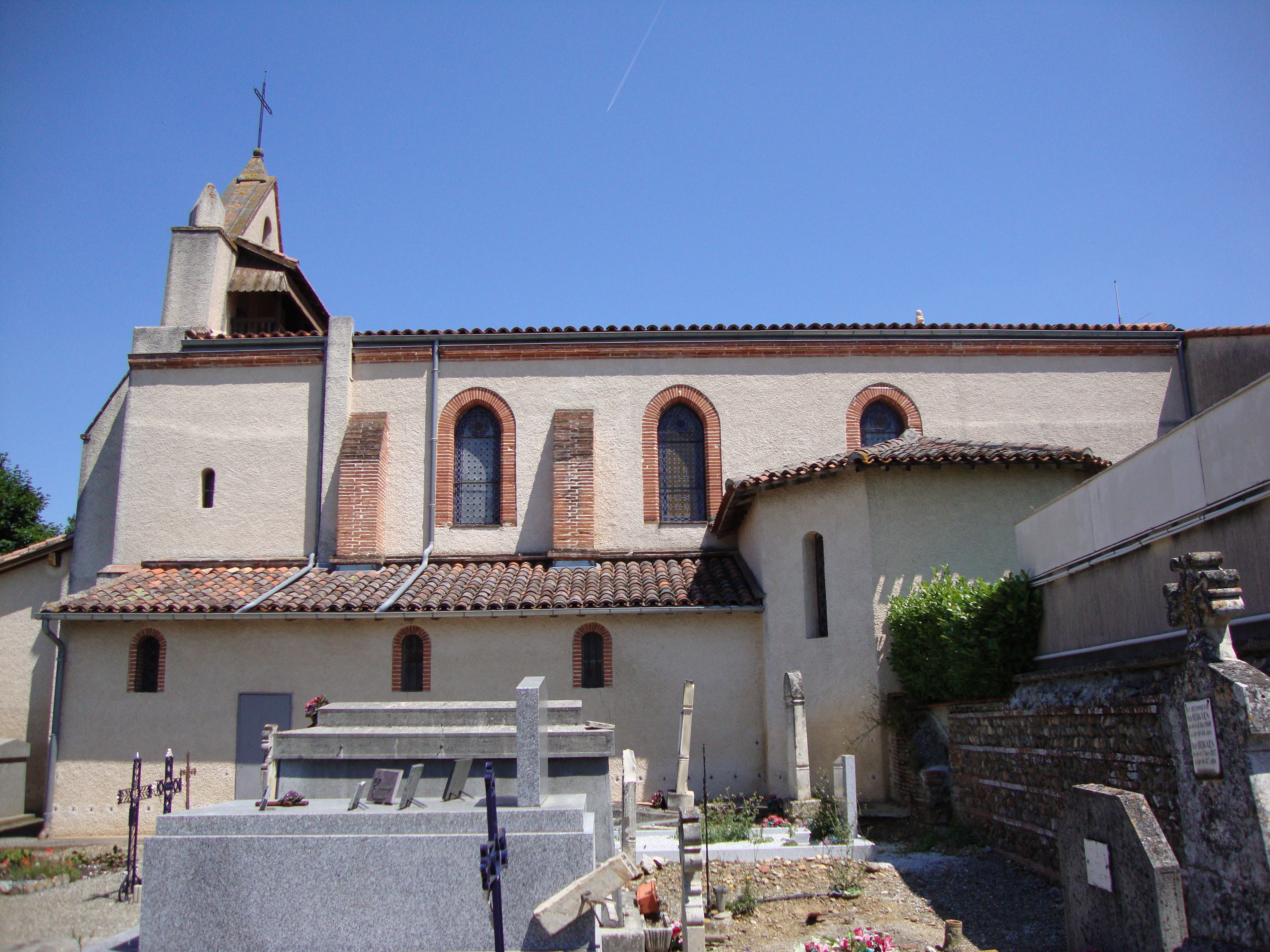
Церковь и кладбище
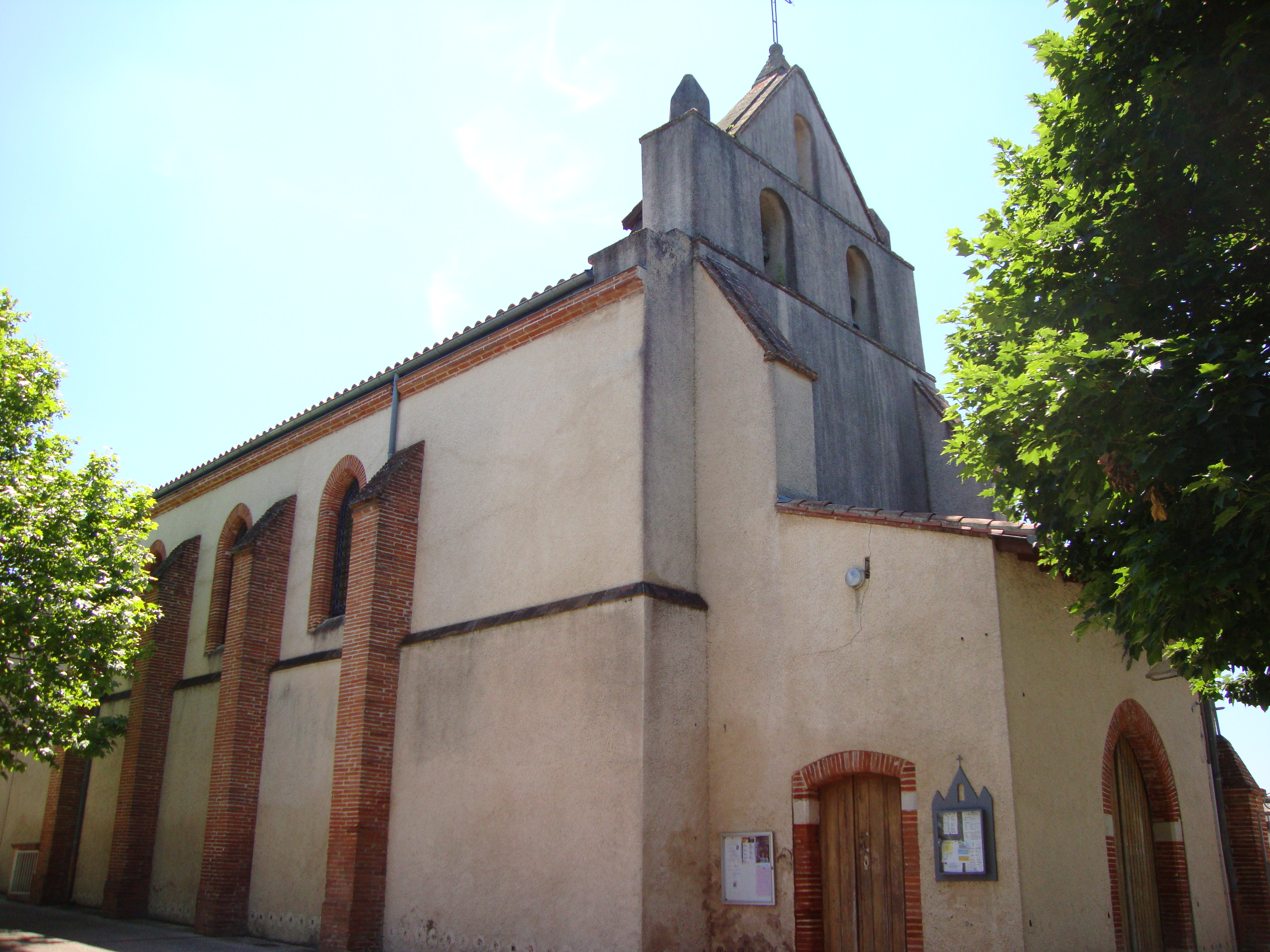
Церковь
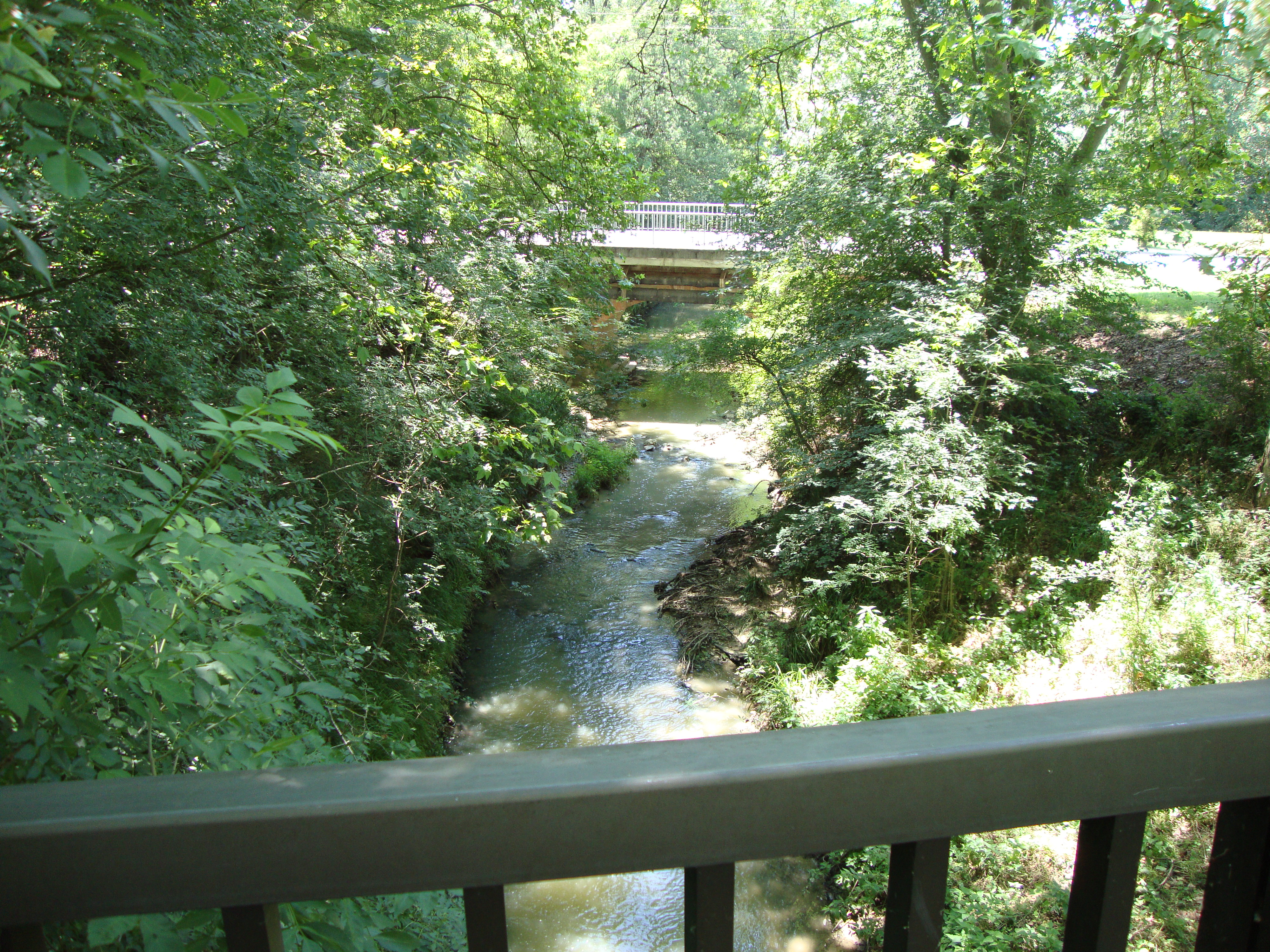
Река Осоннель